# Ectropis pallidaria
Ectropis pallidaria là một loài bướm đêm trong họ Geometridae.